# 단게아르디넬라 살타트릭스
단게아르디넬라 살타트릭스(Dangeardinella saltatrix)는 녹조강에 속하는 녹조류의 일종이다. 단게아르디넬라과(Dangeardinellaceae)와 단게아르디넬라속(Dangeardinella)의 유일종이다. 해양과 담수 종이다.